# Raiffeisenbank Ichenhausen
Die Raiffeisenbank Ichenhausen eG ist eine Genossenschaftsbank mit Sitz in der bayerischen Stadt Ichenhausen im Landkreis Günzburg.

## Geschichte
Die Gründung der Bank erfolgte als Darlehenskassen-Verein Ichenhausen eGmuH am 11. Februar 1912. Ihre heutige Form erlangte sie durch acht Fusionen mit anderen Raiffeisenbanken:
- Fusion am 4. Mai 1964 mit der Raiffeisenkasse Hochwang eGmbH mit dem Sitz in Hochwang (gegründet am 30. April 1911; (Gründungsname / -Mitgliederanzahl unbekannt))
- Fusion am 7. Juli 1964 mit der Raiffeisenkasse Deubach-Ebersbach eGmbH mit dem Sitz in Deubach (gegründet am 21. November 1909 als Darlehenskassen-Verein Deubach-Ebersbach eGmuH; 34 Gründungsmitglieder)
- Fusion am 5. Juni 1964 mit der Raiffeisenkasse Oxenbronn eGmbH mit dem Sitz in Oxenbronn (gegründet am 25. November 1904; (Gründungsname unbekannt); Unterzeichnung des Status durch 22 Anwesende)
- Fusion am 28. Juni 1968 mit der Raiffeisenkasse Autenried eGmbH mit dem Sitz in Autenried (gegründet am 5. Juni 1904 als Raiffeisenverein Autenried; Unterzeichnung des Status durch 26 Anwesende. Am 24. September 1934 wurde der Name in Spar- und Darlehenskasse Autenried geändert und am 8. November 1953 in Raiffeisenkasse Autenried eGmbH)
- Fusion am 30. Juni 1972 mit der Raiffeisenkasse Ettenbeuren eGmbH mit dem Sitz in Ettenbeuren (gegründet am 17. Januar 1904; (Gründungsname unbekannt); Unterzeichnung des Status durch 55 Anwesende)
- Fusion am 7. Dezember 1973 mit der Raiffeisenbank Waldstetten eGmbH mit dem Sitz in Waldstetten (gegründet am 19. Januar 1905 als Spar- und Darlehenskasse Waldstetten eGmuH; Unterzeichnung des Status durch 50 Anwesende)
- Fusion am 21. November 1978 mit der Raiffeisenbank Rieden a.d.Kötz eGmbH mit dem Sitz in Rieden a.d.Kötz (gegründet am 28. Dezember 1903 als Darlehenskassen-Verein Rieden a.d.Kötz eGmuH, Unterzeichnung des Status durch 45 Anwesende)
- Fusion am 14. Juni 1995 mit der Raiffeisenbank Stoffenried-Hausen eG mit dem Sitz in Stoffenried (gegründet am 16. März 1902; (Gründungsname / -Mitgliederanzahl unbekannt)). Diese fusionierte vorher im Jahr 1976 mit der damaligen Raiffeisenkasse Ellzee eGmbH mit dem Sitz in Ellzee (gegründet am 30. Dezember 1900 als Darlehenskassen-Verein Ellzee eGmuH; Unterzeichnung des Status durch 37 Anwesende)[3]

## Rechtsverhältnisse
Die Raiffeisenbank Ichenhausen eG ist im Genossenschaftsregister beim Amtsgericht Memmingen unter GnR 217 eingetragen.

## Organisationsstruktur
Rechtsgrundlagen sind das Genossenschaftsgesetz und die durch die Vertreterversammlung beschlossene Satzung. Organe der Bank sind der Vorstand, der Aufsichtsrat und die Vertreterversammlung.

## Sicherungseinrichtung
Die Raiffeisenbank Ichenhausen eG ist der amtlich anerkannten Sicherungseinrichtung des Bundesverbandes der Deutschen Volksbanken und Raiffeisenbanken GmbH und der zusätzlichen freiwilligen Sicherungseinrichtung des Bundesverbandes der Deutschen Volksbanken und Raiffeisenbanken e.V. angeschlossen.

## Geschäftsausrichtung
Die Raiffeisenbank Ichenhausen eG betreibt das Universalbankgeschäft. Im Verbundgeschäft arbeitet sie mit der DZ Bank, R+V Versicherung, Bausparkasse Schwäbisch Hall, Teambank, VR Leasing, DZ Hyp und der Union Investment zusammen.

## Geschäftsgebiet
Das Geschäftsgebiet liegt im Westen des Landkreises Günzburg und umfasst insbesondere die Ortschaften Ichenhausen, Ellzee, Waldstetten und Ettenbeuren.
An diesen Orten betreibt die Bank Filialen:
- Ichenhausen (Hauptstelle, jur. Sitz)
- Ellzee (Geschäftsstelle)

Während der Jahre 1978 bis einschließlich 1997 betrieb die Raiffeisenbank Ichenhausen eG als Gesellschafter die Raiffeisenbank Ichenhausen Versicherungsdienst GmbH (gegründet am 29. Dezember 1978). Zudem betrieb sie einige Jahre das Raiffeisen-Lagerhaus Ichenhausen. Beide Betriebe wurden jedoch wieder aufgelöst. 2019 wurde die Filiale in Stoffenried geschlossen.